# 라틴-문자 음소문자
라틴-문자 음소문자(Latin-script alphabet. 라틴 음소문자(Latin alphabet) 또는 로마 음소문자(Roman alphabet))는 라틴 문자(Latin script)의 낱자를 사용하는 음소문자이다. 21자로 구성된 초기 라틴 문자와 23자로 구성된 고전 라틴 문자는 이 그룹에서 가장 오래된 문자에 속한다. 26자로 구성된 현대 라틴 문자는 이 그룹에서 가장 새로운 문자이다.

## 같이 보기
- 체코 문자
- 폴란드 문자
- 듀오링고